# Mitsubishi i
Mitsubishi i – miejski samochód segmentu kei car produkowany od 2006 roku przez firmę Mitsubishi. Zaprezentowany po raz pierwszy jako concept car na Frankfurt Motor Show w 2003 roku. 
Mitsubishi i napędzany jest przez umieszczony centralnie trzycylindrowy silnik benzynowy o pojemności 659 cm³ z systemem zmiennych faz rozrządu MIVEC i mocy maksymalnej 64 KM.
Samochód Mitsubishi i docelowo przygotowywany był na rynek japoński, gdzie otrzymał tytuł Samochód Roku 2007, obecnie oferowany jest jednak również na rynek europejski i do krajów azjatyckich.